# Kenrick Tucker
Kenrick Tucker (nascido em 6 de fevereiro de 1959) é um ex-ciclista australiano que competiu nos Jogos Olímpicos de Verão de 1980 e de 1984, representando a Austrália.